# 임당초등학교 (강원)
임당초등학교는 대한민국 강원특별자치도 양구군 동면 임당리에 있는 공립 초등학교다.

## 학교 연혁
- 1913년 12월 1일 사립 동명의숙 설립
- 1921년 10월 1일 임당공립보통학교 개교(설립인가 3월 21일)
- 1938년 4월 1일 임당공립심상소학교로 개칭
- 1941년 4월 1일 임당공립국민학교로 개칭
- 1957년 5월 1일 수복 개교 (원당국민학교 임당분교)
- 1959년 8월 28일 임당국민학교 승격 인가
- 1991년 10월 1일 개교 70주년 기념
- 1996년 3월 1일 임당초등학교로 개칭
- 2012년 3월 1일 팔랑분교장 통폐합

## 참고 자료
- 임당초등학교 - 한국교육학술정보원 학교알리미